# عبد خلف داودية
عبد خلف داودية (23 أبريل 1920 - 10 يناير 2015) كان سياسيا أردنيا. شغل منصب وزير الأوقاف والشؤون الإسلامية عام 1984. وبعد ذلك عمل محافظاُ لمحافظات إربد، البلقاء ومعان.